# Castilleja
Castilleja es un género perteneciente a la familia Orobanchaceae. Comprende 428 especies descritas, de las cuales solo se aceptan 211. Se distribuye por casi toda América, noreste de Europa y norte de Asia.

## Descripción
Son hierbas anuales o perennes, raramente arbustos hemiparásitas. Hojas alternas, enteras o lobadas, caulinares; sésiles. Flores en racimos o espigas terminales con brácteas frecuentemente foliáceas basalmente, a veces conspicuamente coloreadas, ebracteoladas, pediceladas o sésiles, conspicuas u ocultas por las brácteas. Flores de cáliz tubular con 2 o 4-lóbulos, en las de 4 lóbulos estos se encuentran más o menos unidos en 2 lóbulos principales, el seno abaxial de ligeramente hasta mucho más largo que el seno adaxial. Corola tubular y bilabiada, el labio adaxial entero y galeado, el labio abaxial con 3 lóbulos o dientes; 4 estambres fértiles, didínamos, con anteras desigualmente ditecas; estilo simple, estigma capitado o levemente bilobulado. Cápsula loculicida; semillas reticulado-alveoladas.

## Taxonomía
El género fue descrito por  Mutis ex L.f.  y publicado en Supplementum Plantarum 47–48. 1781-1782. La especie tipo es: Castilleja fissifolia L. f. 
Etimología
Castilleja: nombre genérico en honor del botánico español Domingo Castillejo (1744-1793).

## Algunas especies
- Castilleja affinis
- Castilleja agrestis
- Castilleja ambigua
- Castilleja angustifolia
- Castilleja applegatei
- Castilleja arachnoidea
- Castilleja arvensis
- Castilleja attenuata
- Castilleja beldingii
- Castilleja bella
- Castilleja brevistyla
- Castilleja campestris
- Castilleja miniata
- Castilleja moranensis
- Castilleja scorzonerifolia
- Castilleja tenuiflora
- Castilleja tolucensis
- Castilleja venusta